# Pierre-Nicolas Chenaux
Pour les articles homonymes, voir Chenaux.
Pierre-Nicolas Chenaux, né le 26 février 1740 à La Tour-de-Trême et mort assassiné le 4 mai 1781  près de Posieux, est un homme politique suisse, qui a donné son nom aux troubles ayant agité la république de Fribourg en 1781, le Soulèvement Chenaux.
Dans ce cadre, il exprime le mécontentement populaire face aux interventions intempestives du gouvernement fribourgeois dans les affaires des communes et des paroisses.
Peu de temps après sa mort, la tête de Chenaux ensanglantée est exposée sur l'avant-toit de la porte extérieure dite de Romont. Elle devient l'objet d'un véritable culte par le peuple. Cette canonisation provoque l’ire de l’Église et est sévèrement condamnée. Qui plus est, la répression du gouvernement contre les révoltés devient extrêmement stricte.
Les rebelles exilés, deviendront en 1790 des membres influents du Club helvétique qui s’emploie à dénoncer les exactions des patriciats helvétiques. Deux condamnés aux galères en 1781 sont libérés à Brest, portés en triomphe à l’Assemblée nationale comme « galériens patriotes », coiffés de leur bonnet rouge de forçat appelé à devenir un emblème de la Révolution.

## Éléments biographiques

### Origines et jeunesse

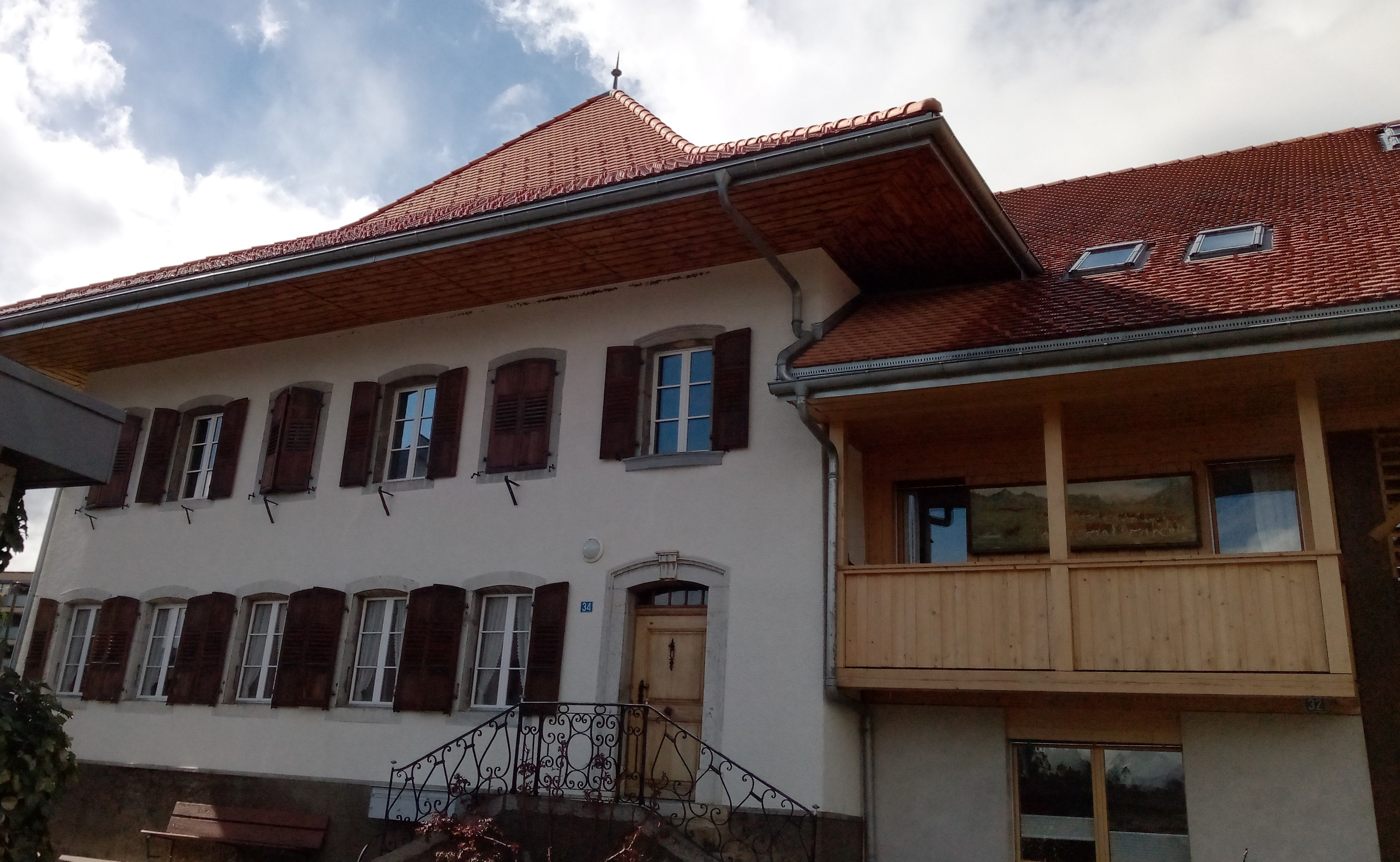
Maison de Pierre-Nicolas Chenaux à la Tour-de-Trême

Il est le fils de Marie-Marguerite, née Répond, de Villarvolard, et de Claude-Joseph Chenaux, ancien soldat au régiment de Gruyères dans la première escouade, ami du bailli de Gruyères, Charles-Simon Odet, la plus grande fortune de La Tour-de-Trême.
Le père de Pierre-Nicolas hérite de la fonction de châtelain de la Tour-de-Trême, le 25 janvier 1741, à la mort de Joseph-Protais Dafflon, soit une année après la naissance de Pierre-Nicolas. Cette promotion fait du père de Pierre-Nicolas l’un des personnages les plus importants de la Tour-de-Trême.

### Carrière militaire
En 1756, Pierre-Nicolas Chenaux a 16 ans et s’engage dans le régiment de milice de Gruyère. Après une formation à l'étranger, Pierre-Nicolas Chenaux est aide-major des milices fribourgeoises en 1761.
En 1766, Pierre-Nicolas Chenaux démissionne de son emploi au sein du régiment. Cette démission semble coïncider avec la nomination d'un patricien au poste de major au régiment de Gruyères, poste que Pierre-Nicolas Chenaux semblait briguer.

### L'homme d'affaires
De 1766 à 1772, Pierre-Nicolas Chenaux se voue sans succès dans différents projets économiques à l'instar de la tannerie, la fabrication et le commerce du fromage, l'importation de céréales, les investissements fonciers, la prospection minière, le commerce des mulets. Fortement endetté, il voit ses affaires péricliter. Néanmoins, il cherche un autre moyen de prospérer, l'exploitation sylvicole.

### L'Affaire de Sautaux

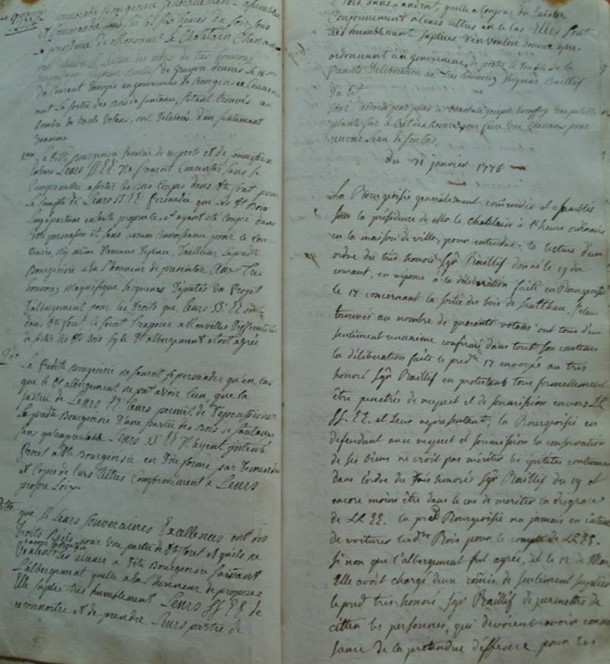
Écriture de Pierre-Nicolas Chenaux datant du 21 janvier 1776

La période de 1773 à 1776 en Gruyère reste dans l’histoire cantonale comme celle de « l’Affaire des bois de Sautaux ». Il s’agit d’un mouvement qui s’oppose aux autorités locales sur l’attribution de coupes de bois.
Alors que le patriciat gère selon ses propres intérêts l’attribution de ces coupes, Pierre-Nicolas Chenaux et certains de ses concitoyens se refusent à obtempérer aux autorités patriciennes, en procédant sans leur autorisation à un prélèvement dans des coupes de bois. L’objet du litige est situé dans la forêt de Sautaux, elle-même sise dans la forêt de Bouleyres, au sud-ouest de Bulle.

### Le soulèvement Chenaux
La suppression de la Chartreuse de La Valsainte suscite la colère des populations catholiques ainsi que celle des communes qui se voient désormais chargées de l’entretien des pauvres. Le couvent de La Part-Dieu, quant à lui, est sauvegardé.
À cela s’ajoute la diminution des fêtes chômées, l’évêque déplaçant au dimanche nombre d’entre elles et règlementant sévèrement les processions hors des paroisses. Les fêtes religieuses sont elles aussi, remises en question, comme la Bénichon en 1747.
En 1781, Pierre-Nicolas Chenaux à la tête d’une armée de 2 500 hommes fait une tentative infructueuse de soulèvement contre le patriciat de Fribourg afin de démocratiser la gestion urbaine, appelé « soulèvement Chenaux ». La ville, effrayée, appelle à l'aide Berne, qui envoie illico sa garde, avec cavalerie et artillerie. Les assiégeants sont mis en déroute. L'aide-major Chenaux, se retrouve seul.
Le gouvernement de la ville et République de Fribourg ordonne son arrestation qui répond au signalement suivant :

« Pierre Nicolas Chenaux de la Tour de Trême, Bailliage de Gruyère au Canton de Frybourg, âgé d’environ 35 à 40 ans, taille de 5 pieds 8 à 9 pouces, bien pris de corps et très replet, ayant le col court et la poitrine relevée, yeux sourcils, cheveux et barbe noire, très belle dents, visage rempli et assez beau teint sans fortes couleurs, l’abord et le regard hardi, parlant franc et bien François, est habillé bourgeoisement, et souvent de gris, quelquefois avec une angloise, étant très connu dans le Pays-de-Vaud. »

### Assassinat

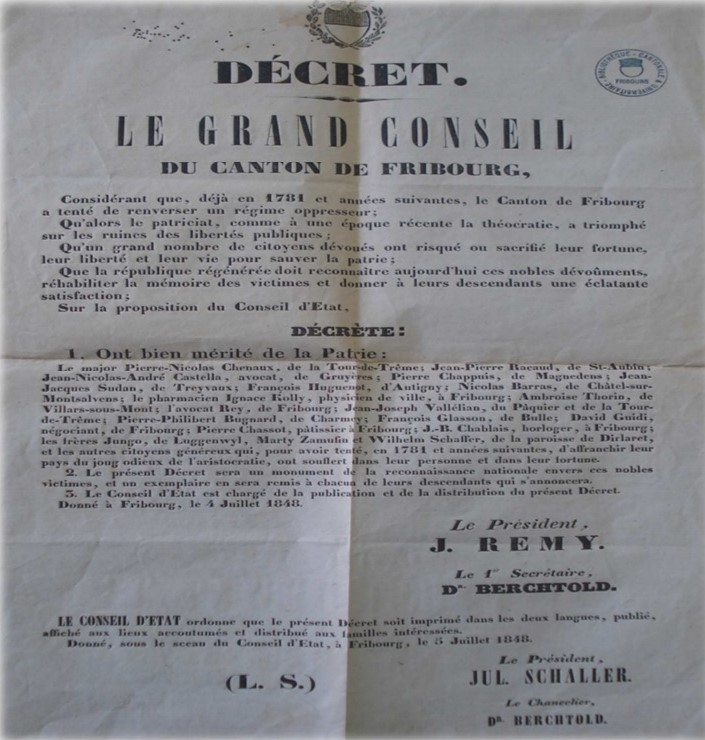
Décret du 4 juillet 1848 réhabilitant les insurgés de l’insurrection Chenaux de 1781. Le Grand Conseil du canton de Fribourg

Dans la nuit du 4 mai 1781, il est assassiné par François-Nicolas-Henri Rossier, originaire d'Avry-sur-Matran, l'un de ses partisans appâté par la promesse d'une importante récompense.
Sa condamnation est ensuite mise en scène par les autorités : il est décapité et son corps taillé en pièces par la hache maladroite d'un bourreau « indécemment ivre », attitré de Leurs Excellences de Fribourg, Hans-Wilhelm Heini, selon le témoignage d'un officier, le comte François de Diesbach, le 5 mai 1781, en application du code pénal de l'époque, la Lex Carolina, selon laquelle la mort n'éteint pas l'action judiciaire.
Pour les crimes politiques, la Lex Carolina prévoyait un ensemble de condamnations post mortem à l'instar de la damnatio memoriae. Sa tête, passée au noir en signe d'infamie, est exposée à la porte de Romont, celle donnant sur la Gruyère.
Or, le peuple se recueille sur ses restes ensevelis hors les murs. Il récite des litanies composées par un prêtre : "Martyr de la liberté, priez pour nous." Cette canonisation par le peuple est sévèrement condamnée par le chef du diocèse, qui menace d'excommunication quiconque honorerait le "félon". Dès lors, le culte populaire à "saint Nicolas Chenaux" cesse.
Il faut attendre le 4 juillet 1848, pour que le Grand Conseil réhabilite officiellement Pierre-Nicolas Chenaux.

## Famille et Descendance

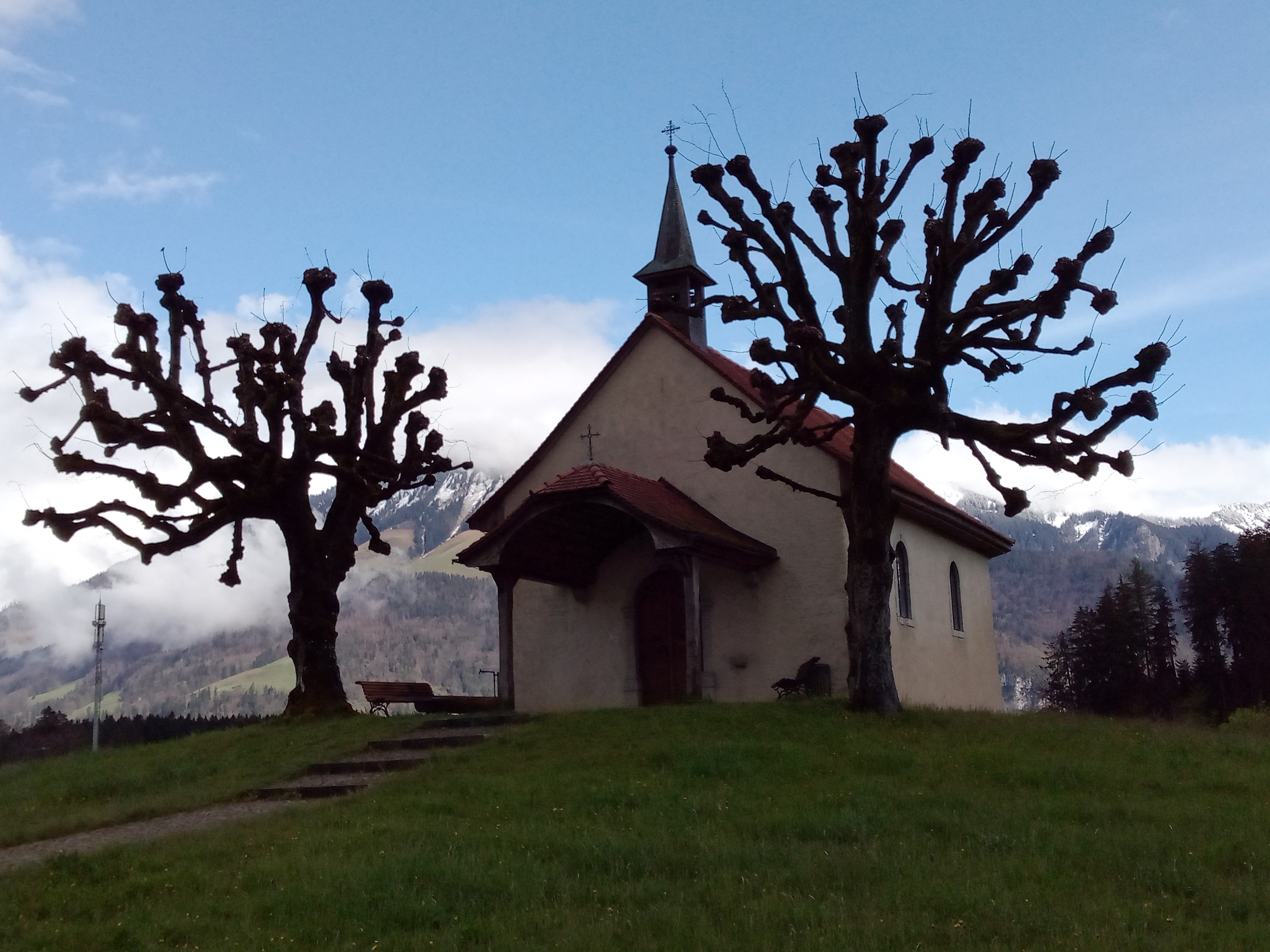
La chapelle de la Mottaz, la Tour-de-Trême

Pierre-Nicolas Chenaux épouse Anne-Claude Garin, de Bulle, le 17 février 1767. Le mariage a lieu en la chapelle de la Mottaz, à La Tour-de-Trême. De cette union naissent huit enfants.
La postérité de Pierre-Nicolas Chenaux réside en grande partie au Brésil où de nombreux fribourgeois ont émigré au début du XIXe siècle pour fonder la communauté de Nova Friburgo. L’économiste Alberto Wermelinger a recensé plus de 4 000 descendants de Pierre-Nicolas Chenaux dans la région de Nova Friburgo, mais aussi à Rio de Janeiro, Sao Paolo et dans tout le Sud-est du Brésil.

## Notoriété et hommages
En 1885, « Apothéose de Nicolas Chenaux » devient un chant patriotique et un poème dédiés à la mémoire de Pierre-Nicolas Chenaux, écrits par Antoine Joseph Ansaldi sur une musique de Madame Albertine Ansaldi.
Au début du XXe siècle, le singinois Hans Brügger, publie le roman historique « Au Pays du Moléson », paru en 1920 et réédité en 1976. Le 24 septembre 1933, une statue est érigée par le Generous Carl Angst, en l'honneur de Pierre-Nicolas Chenaux, au centre-ville de Bulle face au château. En 1942, la Ville de Fribourg, par décision de son Conseil communal, baptise de « Nicolas Chenaux » une rue du quartier Beauregard.
Pendant les vacances de Pâques 1981, un groupe d'enfants des écoles primaires de Bulle et Morlon a réalisé une grande peinture collective  de 3 mètres sur 18 mètres, sous la direction des artistes Jacques Cesa et Massimo Baroncelli. Les détails du tableau, qui prit le titre évocateur de « Pierre-Nicolas Chenaux (1740-1781), martyr de la liberté, sa vie, sa mort », cherchaient à raconter, dépeignant les images de chacun des moments historiques de Pierre-Nicolas Chenaux.
La même année du bicentenaire, un film du cinéaste François Bardet, de la Télévision romande est intitulé « Qui était Pierre-Nicolas Chenaux? ».
Le 25 mars 1980 est donné, en première mondiale à Utrech en Hollande, un opéra en trois actes intitulé "Chenaux" d’un compositeur et chef d’orchestre allemand Richard Müller-Lampertz. Mise en scène en 1981, l'émission a été diffusée sur Radio-Hilversum.
La même année, un film et une pièce de théâtre célèbrent le bicentenaire de celui qui incarne toujours, dans la mémoire populaire, la liberté faisant face à toutes les oppressions.
Aujourd’hui le crâne de Pierre-Nicolas Chenaux est conservé dans une urne au Musée gruérien à Bulle.

## Pour approfondir

### Biographies, études
- Serge Kurschat, Pierre-Nicolas Chenaux : le révolté gruérien, Éditions Montsalvens, 2017, 208 p.
- Serge Kurschat, Pierre-Nicolas Chenaux (1740-1781) : Étude d'un processus révolutionnaire en Gruyère à la fin du XVIIIe siècle, Besançon, Université de Franche-Comté, juin 2015, 365 p.
- (br) Lima Abib Alberto, Pierre-Nicolas Chenaux: O heroi da Gruyère e sua marca no Brasil : (a familia Thurler), Nova Friburgo, Lima Abib Alberto, 2007, 320 p.
- (de) Hans Brugger, Der freiburgische Bauernaufstand oder Chenaux-Handel : 1781, Berne, British Library, 1890, 121 p.

### Articles, contributions
- Georges Andrey, « La révolution Chenaux et ses historiens : deux siècles de controverse », Annales fribourgeoises, no 60,‎ 1992/1993, p. 57-70.
- Georges Andrey, « L'odyssée posthume de Pierre-Nicolas Chenaux (1740-1781) : Six exemples en Suisse romande: Baillod, Bonivard, Davel, Chenaux, Péquignat et Farinet », in: Histoire et légende,‎ 1987, p. 59-71.
- Georges Andrey, « Pierre-Nicolas Chenaux (1740-1781) : chef de l’insurrection populaire de 1781 », in 1700 Bulletin d’information de la ville de Fribourg, no 104,‎ 1994, p. 10-13.
- Georges Andrey, « Les métamorphoses du héros de la liberté : Chenaux à l’assaut de l’Ancien régime (1781-1798) », Musée d’art et d’histoire,‎ 1998, p. 21-27.
- Georges Andrey, « De la "damnatio memoriae" au culte du souvenir », Annales fribourgeoises, nos 61/62,‎ 1994/1997, p. 187-194.
- Serge Kurschat, « Les patriciens fribourgeois face à l'insurrection Chenaux », Passé Simple, mensuel romand d'histoire et d'archéologie, no 17,‎ septembre 2016, p. 24-25.
- Marcel de Weck, « Fribourg au XVIIIème siècle : Et la tentative révolutionnaire de Pierre-Nicolas Chenaux », Revue d’histoire suisse, no 10,‎ 1930, p. 22-51.
- François Ducrest, « Les litanies en l’honneur de Pierre-Nicolas Chenaux », Nouvelles Etrennes Fribourgeoises, no 39,‎ 1905, p. 61-73.
- Pierre de Zurich, « Pierre-Nicolas Chenaux 1740-1781 », Annales fribourgeoises, no 23,‎ 1935, p. 34-49, 74-80, 109-128, 143-156, 171-184.
- Pierre de Zurich, « Du nouveau sur Pierre-Nicolas Chenaux : L’affaire de Sautaux », Annales fribourgeoises, no 31,‎ 1943, p. 141-159.
- Pierre de Zurich, « Du nouveau sur Pierre-Nicolas Chenaux : L’affaire de Sautaux », Annales fribourgeoises, no 32,‎ 1944, p. 18-28, 49-57, 65-83.

### Littérature
- Michel Colliard et Martin Nicoulin, La passion de Pierre-Nicolas Chenaux : Pièce en 5 actes, Éditions Martin Michel, 1981, 68 p.
- Jean Brugger, Au pays de Moléson : Roman historique, Éditions Gruériennes, 1976, 241 p.

### Filmographie
- 1981: François Bardet, Qui était Pierre-Nicolas Chenaux, Une production de Jacques Senger, avec la participation de Roland Ruffieux et de Georges Andrey comme conseiller historique, Telvetia.